# ゲーリー・ハート (プロレスラー)
"プレイボーイ" ゲーリー・ハート（"Playboy" Gary Hart、本名：Gary Richard Williams、1942年1月24日 - 2008年3月16日）は、アメリカ合衆国のプロレスラー、マネージャー、ブッカー。イリノイ州シカゴ出身。
ヒールのマネージャーおよびプロデューサーとしての実績で知られ、ザ・グレート・カブキやザ・グレート・ムタなどの悪役スターを生み出した。ブッカーとしても、ダスティ・ローデスのフェイスターンやフォン・エリックス対ファビュラス・フリーバーズの抗争アングルなどに関わっている。

## 来歴
1962年にプロレスラーとしてデビュー。地元のイリノイをはじめウィスコンシンやオハイオ、ミシガンなど五大湖周辺の中西部地区を転戦し、1965年から1966年にかけては覆面レスラーのザ・ステューデントと組んで活動。フレッド・カリー、ジノ・ブリット、ガイ・ミッチェル、セーラー・アート・トーマス、ボボ・ブラジルなどと対戦している。
その後、テキサス州ダラスのNWAビッグタイム・レスリング（後のワールド・クラス・チャンピオンシップ・レスリング / WCCW）に参戦し、ザ・スポイラーのタッグパートナー兼マネージャーとなって活動。1967年10月23日、スポイラーとのコンビでブルート・バーナード&マイク・パドーシスからNWAアメリカン・タッグ王座を奪取。翌1968年9月10日にも、フリッツ・フォン・エリック&グリズリー・スミスを破って同王座を獲得している。その後もダラス地区では、ワフー・マクダニエルやミル・マスカラスなどのトップスターと対戦した。
以降もレスラーとして活動する一方、弁才を活かしてヒールのプレイング・マネージャーを兼任。1971年から1972年にかけてはノース&サウスカロライナのミッドアトランティック地区にて、リップ・ホーク&スウェード・ハンセンのブロンド・ボンバーズを担当、ネルソン・ロイヤル&ポール・ジョーンズの牧童コンビとの抗争を指揮した。
1973年にダラス地区に戻った後、エディ・グラハムが主宰していたフロリダのCWFに進出し、同年下期から1974年上期にかけては極道ヒール時代のダスティ・ローデスを担当。1974年5月にローデスとの仲間割れを演じ、彼のベビーフェイス転向〜アメリカン・ドリーム誕生という一連のアングルにおいて重要な役割を担っている。ローデスのフェイスターン後は、新日本プロレスでのアントニオ猪木戦を終えてアメリカ遠征に出ていたストロング小林、そして同時期に渡米中だったジャイアント馬場のマネージャーも務めた（小林はCWFではパク・ソンのパートナーとして覆面レスラーのコリアン・アサシンに変身し、馬場もヒールのポジションでパクや小林と共闘した）。
CWFでは並行してレスラー活動も続けていたが、1975年2月20日、バディ・コルト、アイアン・マイク・マッコード、ボビー・シェーンらと軽飛行機で移動中に墜落事故に遭遇。現役引退を余儀なくされ、時折リングで試合を行うことはあったものの、マネージャー業務に専念するようになった。
1979年より古巣のダラス地区にてブッカー業務も担当。1981年には、後のペイントレスラー・ブームの先駆けとなったザ・グレート・カブキをプロデュースしている。1980年代前半はカブキの専任マネージャーとなってNWAの他地区にも参戦し、ジム・バーネットの主宰するジョージアのGCWでは、1982年にロディ・パイパーとも悪の同盟を結んだ。
以降、1980年代全般に渡りダラスのWCCWにてマネージャー兼ブッカーとして活動。フォン・エリック兄弟（ケビン、デビッド、ケリー）とファビュラス・フリーバーズ（マイケル・ヘイズ、テリー・ゴディ、バディ・ロバーツ）の抗争劇などを手掛け、WCCWの隆盛を支えた。また、自身もスカンドル・アクバやパーシー・プリングル3世を相手に、悪徳マネージャー同士の抗争を展開したことがある。
USWAへの移行期にあった1988年にWCCWを離れ、末期のジム・クロケット・プロモーションズに移籍。同団体がテッド・ターナーに買収されWCWが発足した1989年からは、「グレート・カブキの息子」という設定だったグレート・ムタのマネージャーを担当、テリー・ファンクとタッグチームを組ませ、リック・フレアー&スティングの頂上コンビとの抗争も指揮した（ムタとテリーのタッグは、日本人とテキサス人のチームとして「J・テックス（J-Tex）」と名付けられた）。
WCW離脱後はダラスに戻り、1990年代前半はダラスの新団体グローバル・レスリング・フェデレーションで活動。1999年にフルタイムのプロレスリング・ビジネスから引退した。以後は2004年1月にフィラデルフィアのメジャー・リーグ・レスリングに登場し、ロウ・キーやホミサイドのマネージャーを務めた。
2008年3月16日、心臓病のためテキサス州ユーレスの自宅にて死去。66歳没。没後の2009年、自著 "My Life In Wrestling...With A Little Help From My Friends" が発表されている。2016年にはNWA殿堂、2020年にはWWE殿堂のレガシー部門に迎えられた。
カブキやムタをはじめ、日本人や東洋系レスラーをマネージメントすることが多かったが、来日は一度も実現していない。

## 獲得タイトル
NWAビッグタイム・レスリング
- NWAアメリカン・タッグ王座：2回（w / ザ・スポイラー）[5]

ナショナル・レスリング・アライアンス
- NWA殿堂：2016年[16]

WWE
- WWE殿堂（レガシー部門）：2020年[15]

## マネージャー担当選手

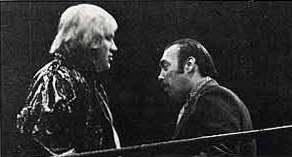
ビッグ・ジョン・スタッドにアドバイスを与えるハート（1977年）

- アル・コステロ
- カール・フォン・ブラウナー
- アンジェロ・ポッフォ
- ボビー・シェーン
- ゴージャス・ジョージ・ジュニア
- ジョージ・スティール
- ザ・スポイラー
- スマッシャー・スローン（英語版）
- リップ・ホーク
- スウェード・ハンセン
- ブルート・バーナード
- ザ・ミズーリ・モーラー
- ダスティ・ローデス
- パク・ソン
- ザ・コリアン・アサシン
- ジャイアント馬場
- キラー・カール・コックス
- ボビー・ダンカン
- ディック・マードック
- ボブ・ループ
- ザ・モンゴリアン・ストンパー
- ワイルド・アンガス
- ボブ・オートン・ジュニア
- ディック・スレーター
- プロフェッサー・タナカ
- ザ・シーク
- キラー・ブルックス
- レロイ・ブラウン
- オックス・ベーカー
- キラー・カール・クラップ
- マーク・ルーイン
- キング・イヤウケア
- ブル・ラモス
- ビッグ・ジョン・スタッド
- ブルーザー・ブロディ
- アーニー・ラッド
- イワン・コロフ
- ロディ・パイパー
- ザ・グレート・カブキ
- ザ・マジック・ドラゴン
- キングコング・バンディ
- ジノ・ヘルナンデス
- クリス・アダムス
- ジェイク・ロバーツ
- キラー・カーン
- ワンマン・ギャング
- バズ・ソイヤー
- マット・ボーン
- ディンゴ・ウォリアー
- ブライアン・アディアス
- アル・マドリル
- ジェリー・ローラー
- ラリー・ズビスコ
- ケビン・サリバン
- アブドーラ・ザ・ブッチャー
- テリー・ファンク
- ザ・グレート・ムタ
- ザ・ドラゴン・マスター
- ジョン・ノード
- エボニー・エクスペリエンス（スティービー・レイ&ブッカー・T）
- ロウ・キー
- ホミサイド